# کرت انگل
کرت استیون انجل (به انگلیسی: Kurt Steven Angle) کشتی‌گیر حرفه‌ای، بازیگر و قهرمان المپیک ۱۹۹۶ آتلانتا اهل آمریکا است. وی از سال ۲۰۰۶ تا سال ۲۰۱۸ در شرکت کشتی‌گیر حرفه‌ای تی ان ای فعالیت می‌کرد. او در سال ۲۰۱۷ به تالارمشاهیر wwe اضافه شد و پس از مدتی جنرال منیجر راو شد. او مقابل عباس جدیدی در فینال المپیک با نظر باسکول داور مغولی پیروز اعلام شد.
وی همچنین در فیلم دیلن داگ : مرگ شب نقش ولفگانگ را ایفا کرده‌است، او در فیلم رنج و گنج و فیلم مبارز بازی کرده‌است.

## دوران کشتی آزاد
انگل کشتی را از شش سالگی و در مدرسه Mt. Lebanon High School تعلیم دید و پس از مدتی به تیم مدرسه دعوت شد و در مسابقات کشتی در پنسیلوانیا مقام سوم را بدست آورد. اولین مقام رسمی او در سری مسابقات جام جهانی سال ۱۹۹۲ در مسکو بود که انگل در وزن ۱۰۰ کیلوگرم مدال برنز را بدست آورد. سه سال بعد در جام جهانی ۱۹۹۵ در کشور خودش یعنی آمریکا مدال نقره را در وزن ۱۰۰ کیلوگرم بدست آورد. سال بعد در مسابقات المپیک ۱۹۹۶ آتلانتا شرکت کرد و با بازی‌های زیبایش به مسابقه پایانی رسید تا اینکه در بازی نهایی حریف عباس جدیدی کشتی‌گیر ایرانی شد که در یک بازی نفس گیر و عالی و بعد از تساوی با اعلام نظر داور به مدال طلای المپیک رسید که اعتراضات بسیاری را در مورد ناداوری همراه داشت و به عنوان قهرمان المپیک معرفی شد.
چیزی پس از این قهرمانی نگذشت که انگل کشتی آزاد را کنار گذاشت و وارد دنیای کشتی کج و دابلیو دابلیو اف شد.

## دوران کشتی کج

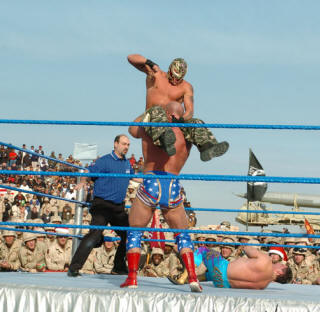
کرت استیون انجل در سال 2004

کرت انگل در دوران حضورش موفق شد ۶ بار قهرمان جهان شود. قهرمانی‌هایی نظیر:یک بار قهرمانی کمربند سنگین‌وزن، یک بار قهرمانی کمربند دبلیو سی دبلیو، چهار بار قهرمانی کمربند دابلیو دابلیو ای و پادشاه رینگ ۲۰۰۰ شد. از دیگر افتخارات انگل می‌توان به انتخابش به عنوان بهترین کشتی‌گیر سال در ۲۰۰۲ و انجام زیباترین مسابقه در نومرسی ۲۰۰۲ در یک بازی تیمی به همراه کریس بنوا در برابر ادج و ری‌میستریو نام برد. در سال ۲۰۰۶ انگل به شرکت تی ان ای پیوست و در مدت حضورش در این شرکت شش بار قهرمانی سنگین‌وزن، یک بار قهرمانی تگ تیم به همراه استینگ و یک بار قهرمانی ایکس دیویژن را بدست آورد. او در مجموع ۱۲ بار در کشتی حرفه‌ای قهرمان جهان شده‌است.
انگل در سال ۲۰۱۷ به عنوان جنرال منیجر راو بازگشت ولی بعد از تقریباً یک سال با بارون کوربین وارد فیودی شد که در نهایت به برکناری انگل انجامید.
انگل مدتی فول تایم در میادین حاضر بود و در این مدت توانست، ساموآجو، چدگیبل، جیندرماهال، بابی لشلی و … را شکست دهد. انگل در یکی از شوهای راو اعلام کرد که آخرین مسابقه اش را در رسلمنیا۳۵ مقابل کوربین انجام می‌دهد و دیگر از صنعت رستلینگ خداحافظی خواهد کرد.
کرت انگل در پادکست خودش گفت AEW بهش یک قرارداد با 10 مسابقه پیشنهاد داده بود اما به دلایل مختلف که اصلی ترینش وضعیت جسمی بوده این پیشنهاد و رد کرده.